# Ira Harris
Ira Harris foi um advogado, político, juiz e  professor americano, que serviu como senador do estado de Nova Iorque.